# Дикан (Жетысайский район)
Дикан (каз. Диқан, до 2010 г. — Гагарино) — село в Жетысайском районе Туркестанской области Казахстана. Входит в состав Кызылкумского сельского округа. Код КАТО — 514471380.

## Население
В 1999 году население села составляло 102 человека (52 мужчины и 50 женщин). По данным переписи 2009 года, в селе проживало 115 человек (64 мужчины и 51 женщина).